# タルビヤ (祈り)
タルビヤ (アラビア語: اَلتَّلبِيَة、al-Talbiya / al-Talbiyah, アッ＝タルビヤ) はアラビア語由来の宗教用語。派生形第2形動詞 لَبَّى（labbā, ラッバー）の動名詞 تَلْبِيَة（talbiya/talbiyah, タルビヤ）で、「ラッバイカ・ッラーフンマ・ラッバイカ」で始まる文言を唱えることなどを意味する。

## 概要
イスラーム以前のジャーヒリーヤ時代には多神教徒らがカアバ神殿巡礼時にめいめい唱えていた文句を指したが、預言者ムハンマド以後はイスラームの文言を指す用語となった。
タルビヤはイスラームの祈りの句で、巡礼者が（自らの名誉などのためではなく）アッラーの栄光のためだけに巡礼を行うという信念を表明する内容になっている。イスラームにおける巡礼であるハッジあるいはウムラの際には、巡礼者はイフラームを着用してタルビヤを何度も唱える。こうすることで巡礼者は心身を浄化し世俗のしがらみから離れることができるとされている。
アッラーに対するタルビヤの句自体はスンニ派・シーア派とも全く同じであるが、シーア派では最後にもう一回 لَبَّيْكَ（labbayka、ラッバイカ、「私は御前に侍る」の意）と唱えるところが異なる。
何度も現れる labbayka という語の成り立ちについてはアラビア語の文法家の間でも意見の相違があるが、最も一般的には「その場にとどまる」という意味の動詞的名詞 labb に両数対格の  ay と二人称単数男性接尾辞の ka がついたものと説明されている。ここで、両数対格はその物事や行為の繰り返しと頻度を表すとされる。したがって、labbayka は文字通り「私は何度でもあなた（＝アッラー）に忠実に従うために侍る」といった意味となる。

## 内容と意味
タルビヤの句は以下の通りである。（実際に息継ぎする箇所で改行とした。）
لَبَّيْكَ ٱللَّٰهُمَّ لَبَّيْكَ
لَبَّيْكَ لَا شَرِيكَ لَكَ لَبَّيْكَ
إِنَّ ٱلْحَمْدَ وَٱلنِّعْمَةَ لَكَ وَٱلْمُلْكَ
لَا شَرِيكَ لَكَ

### 非休止形
発音（格母音省略無し）：
labbayka-llāhumma labbayka
labbayka lā sharīka laka labbayka
ʾinna-l-ḥamda wa-n-niʿmata laka wa-l-mulka
lā sharīka laka
読みガナ：
ラッバイカ・ッラーフンマ・ラッバイカ
ラッバイカ・ラー・シャリーカ・ラカ・ラッバイカ
インナ・ル＝ハムダ・ワ・ン＝ニイマタ・ラカ・ワ・ル＝ムルカ
ラー・シャリーカ・ラカ

### 休止形
実際の発音（休止形）：
labbayka-llāhumma labbayk
labbayka lā sharīka laka labbayk
ʾinna-l-ḥamda wa-n-niʿmata laka wa-l-mulk
lā sharīka lak
読みガナ：
ラッバイカ・ッラーフンマ・ラッバイク
ラッバイカ・ラー・シャリーカ・ラカ・ラッバイク
インナ・ル＝ハムダ・ワ・ン＝ニイマタ・ラカ・ワ・ル＝ムルク
ラー・シャリーカ・ラク

### 意味
アッラーよ、あなたの御許に馳せ参じました。あなたの御許に馳せ参じました。
あなたの御許に馳せ参じました、あなたに並ぶものはありません。あなたの御許に馳せ参じました。
称賛と恩恵と主権は、
並ぶものなきあなたにこそ属します。

## シーア派におけるタルビヤ
シーア派では第3代イマームであるアル＝フサイン（日本語慣例カタカナ表記は定冠詞を除去したフサイン）に対するタルビヤ
لَبَّيْكَ يَا حُسَيْنُ
発音：
labbayka yā ḥusayn（ラッバイカ・ヤー・フサイン）
意味：
1- 我（ら）はここにおります、おお（アル＝）フサインよ
2- あなたの仰せのままに、おお（アル＝）フサインよ
があり、イマームであるアル＝フサインの呼びかけに応じるという意味で行われている。
スンナ派法学者らは故人となったイマームらやその親族などに対するタルビヤを唯一神信仰に抵触するシルクと判断するなどしているが、シーア派側はタルビヤは創造主と被創造物双方に使用可能な語であり神に対するタルビヤと人間に対するタルビヤは異なるとしてこの慣行を許容している。